# Semiothisa suprasordida
Semiothisa suprasordida là một loài bướm đêm trong họ Geometridae.